# آجیتا ویلسون
آجیتا ویلسون (انگلیسی: Ajita Wilson؛ زاده ۱۹۵۰ - درگذشت ۲۶ مه ۱۹۸۷) بازیگر اهل ایالات متحده آمریکا بود.
وی بیشتر در فیلم‌های سبک بهره‌کشی و هاردکور اروپایی بازی می‌کرد. بنا به گزارشِ اغلبِ منابع، او یک زن ترنس بود و نامش را در هنگام تولد، «جرج ویلسون» گذاشته بودند. او در اثر خونریزی مغزی ناشی از تصادف اتومبیل در شهر رم درگذشت.
از فیلم‌های او می‌توان به امانوئل و شب‌های پورنو در جهان، شماره ۲، شهوت‌انگیز بی‌پرده، مکاشفهٔ جنسی و جنون آزارگری اشاره کرد.